# 64 hanafuda: Tenshi no yakusoku
64 Hanafuda: Tenshi no Yakusoku (64花札 天使の約束) és un videojoc de cartes per la Nintendo 64. Va ser llançat el 1999 només al Japó.